# Channa barca
Channa barca és una espècie de peix de la família dels cànnids i de l'ordre dels perciformes.

## Morfologia
El seu cos, allargat i arrodonit, fa 105 cm de llargària màxima, i presenta un color violat al dors (el qual s'esvaeix progressivament en un blanc apagat amb tonalitats porpres als flancs); l'esquena, els costats i les aletes dorsal, anal i caudal tenen grans taques negres; les vores de les aletes són vermelles i les aletes pectorals vermelles amb nombrosos punts negres. Boca grossa, amb la mandíbula inferior amb unes poques dents canines darrere d'una filera de dents vil·liformes i 2 o 3 dents grosses al vòmer i algunes altres als palatins. Escates grosses a la part superior del cap. 9 fileres d'escates entre l'angle preopercular i la vora posterior de l'òrbita ocular. 15 escates predorsals. 60-65 escates en sèries longitudinals. 47-52 radis a l'aleta dorsal, 34-36 a l'anal, 16 a les pectorals i 6 a les pelvianes. Aleta caudal arrodonida. 56 vèrtebres.

## Reproducció
No n'hi ha gaire informació, però hom suposa que, igual que altres espècies de cànnids, basteix nius entre la vegetació riberenca, on diposita els ous (pelàgics), els quals, després de ser fecundats, pugen a la superfície i són protegits acarnissadament per un o ambdós progenitors fins a l'eclosió.

## Alimentació
És un depredador que es nodreix principalment de peixos.

## Hàbitat i distribució geogràfica
És un peix d'aigua dolça, bentopelàgic, potamòdrom i de clima subtropical (30°N-18°N), el qual viu a Àsia: els grans rius d'Assam, Nagaland i Bengala occidental a l'Índia i, possiblement també, el Nepal i Bangladesh, incloent-hi les conques dels rius Ganges i Brahmaputra.

## Principals amenaces
La seua principal amenaça és la sobrepesca amb destinació al comerç internacional de peixos ornamentals.

## Observacions
És inofensiu per als humans, de carn excel·lent, i viu en caus verticals.